# Cine Ideal

Cine Ideal era uma sala de cinema, e por último uma boate LGBT, muito frequentada e conhecida como " templo da house music", situada na Rua da Carioca 60-62, Centro do Rio de Janeiro. 
Construído em 1909 e fechado em 1961. Pertencia ao grupo Severiano Ribeiro. Depois do fecho de parte do imóvel foi destruído e deu lugar a uma sapataria (Polar). Na década de 1990 ocorreu um incêndio no prédio.
A boate, que recebeu inúmeras atrações e DJs internacionais, foi também a primeira casa GLS carioca a receber a cantora Anitta e estava sempre com filas intermináveis e lotada. Destaca-se o fato de ter sido a responsável pelo lançamento do método Open Bar na noite carioca e por muitas outras "vibes".
A casa passou por um período de queda de público, até vir ao seu fechamento em Fevereiro de 2014. Apesar disso, o fechamento não foi provocado por nenhuma crise, mas sim, devido as obras portuárias na cidade do Rio de Janeiro para as Olimpíadas 2016, que fez com que o Governo exigisse mudanças na casa para que o funcionamento se mantivesse, entretanto os responsáveis optaram por encerrar as atividades.
A Boate que usou até o fim o slogan" O templo da house music", e era conhecida assim tambem entre os frequentadores, funcionava às sextas-feiras e sábados a partir de 23:30h.  Contava com os seguintes DJs no casting de residentes: Fernando Braga, Robson Araújo, Flavius, PH, E-Thunder, Robix, Stevix, J Kavalera,Fábio Morgado e Great Guy. Entre outros nomes tradicionais.
Entre as festas mais marcantes e conhecidas do público estavam a "Djs Connection" e a tradicional "The Party" que lotava todos os sábados e contava ainda com shows especiais.
Site já extinto: (www.cineideal.com.br)

## Encerramento de suas Atividades (Nota oficial divulgada pela produção da Boate)
O Cine Ideal encerrou suas Atividades no dia, 15-02-2014, leia abaixo a nota oficial postada na pagina do facebook da boate no dia 16-02-2014.
Leia na íntegra a nota de despedida do prometer do Cine Ideal, Vitor Moreno:
FINAL DE UM CICLO
Foi uma jornada. Tantos abraços, tantas conversas, tantas noites, tantas músicas, tantas lembranças... ahhhhhh sim, as lembranças!
Lembro de chegar um menino e aos poucos, driblando as "armadilhas" da noite, me tornar um homem. Poucos sabem como é difícil ter a noite, que para muitos é um refúgio, como profissão. Aprendi demais, infelizmente, vendo pessoas queridas ficarem pelo caminho.
Mas isso é ínfimo perto das lembranças de viver um set do Peter Rauhofer no Cine Ideal, de aproveitar o talento de Chus & Ceballos em sua primeira vez no Brasil e dançar até de manhã com uma pista lotada ao som do DJ Paulo. Vou parar por aqui pois seria impossível citar todos os grandes nomes nacionais e internacionais que passaram pelo Templo!
Quantas pessoas incríveis tive a sorte de conhecer e conviver. Onde aconteceu o primeiro beijo de uma história que completa 9 anos em Setembro. Eu posso dizer que VIVI o Cine Ideal com todos os seus defeitos mas, principalmente, com as suas glórias. Ao ponto de defendê-lo de críticas muitas vezes com fundamento, ao mesmo tempo vendo tantos que por ali passaram simplesmente desrespeitarem uma história que não se apagará.
Um ciclo se fecha mas não a história. Aquele prédio na Rua da Carioca continuará lá para que possamos passar em frente e fazer o que hoje eu registro nesse texto, RECORDAR!
Uma nova jornada se inicia com outros desafios mas com a certeza de ter na bagagem um enorme orgulho de ser parte dessa epopéia chamada CINE IDEAL!
Obrigado a todos pelos anos de parceria e reconhecimento. Tenham a certeza que tudo foi feito para vocês.
Aguardem que estaremos, juntos, escrevendo um novo capítulo.
Um beijo para todos que dedicaram um pouco do seu tempo lendo essa pequena homenagem.
VITOR MORENO
Promoter Cine Ideal